# Daybreak Game Company

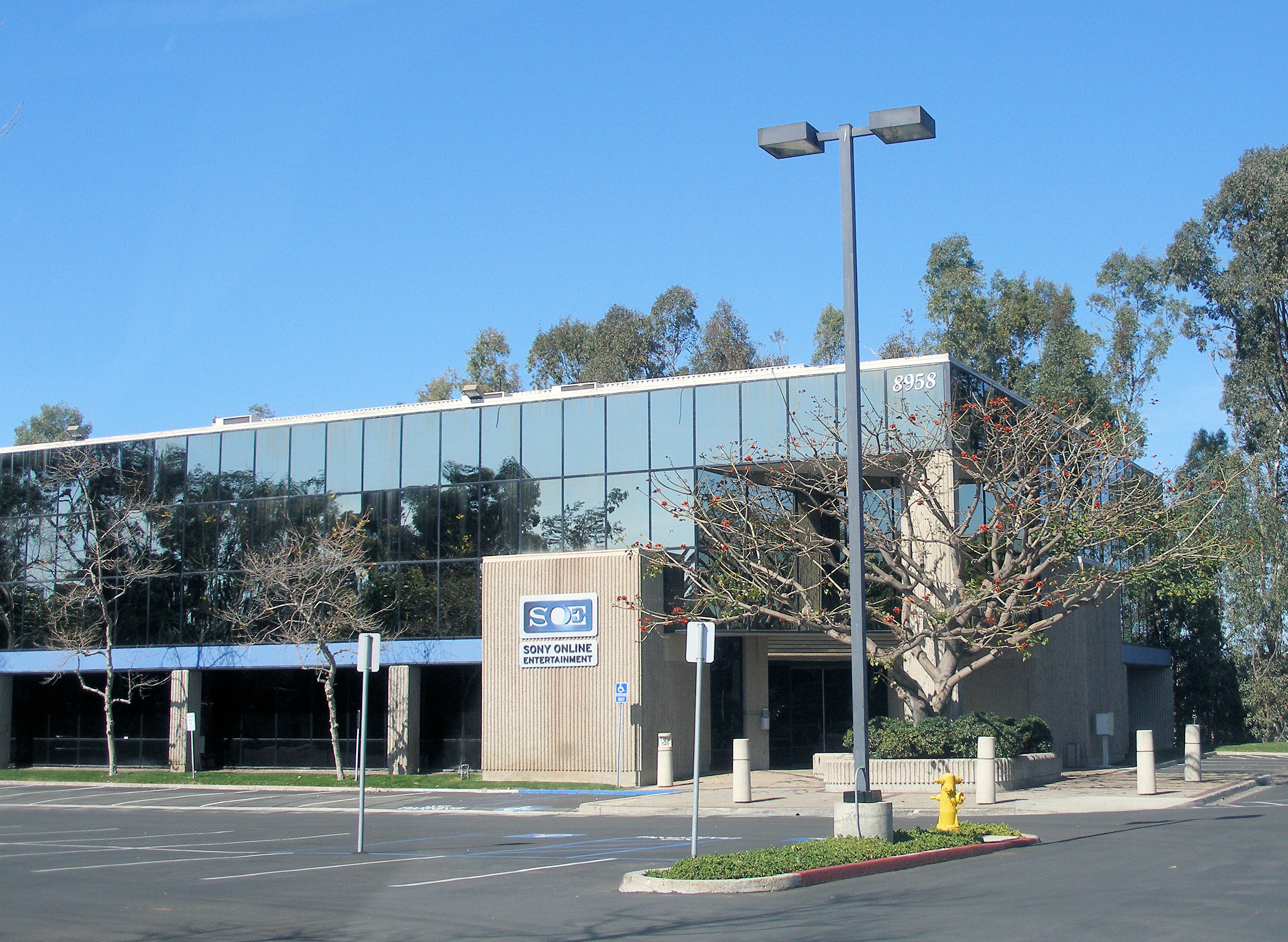
Бывшая штаб-квартира Sony Online Entertainment в Сан-Диего

Daybreak Game Company (ранее Sony Online Entertainment LLC) — подразделение Enad Global 7, занимающееся разработкой и издательством компьютерных игр. Известно как создатель массовых многопользовательских онлайн-игр, таких как EverQuest, EverQuest II, The Matrix Online, PlanetSide, PlanetSide 2, Star Wars Galaxies, Free Realms, Vanguard: Saga of Heroes, DC Universe Online.
В 2008 году игра Everquest была удостоена награды (наряду с Neverwinter Nights и World of Warcraft) на 59й ежегодной церемонии Эмми в области технологии и инженерии за выдающиеся художественные формы в MMORPG играх.
В мае 2010 года Джон Смедли являлся президентом Sony Online Entertainment. Штаб-квартира SOE располагалась в Сан-Диего, Калифорния, а дополнительные студии разработчиков — в Остине, Денвере и Сиэтле.
В 2011 году игровые онлайн-сервисы компании были приостановлены после того, как было установлено, что учётные записи пользователей были скомпрометированы в результате хакерских атак, выведших из строя сеть PlayStation Network.
В 2015 году была продана инвестиционной фирме Columbus Nova и переименована в Daybreak Game Company.
В 2020 году компанию приобрела Enad Global 7.

## История
История подразделения Sony Online Entertainment начинается с Sony Interactive Studios America (SISA), внутренней игродельческой студии Sony, образованной в 1995 году. В 1996 Джон Смидли был назначен главой специального подразделения SISA, занимающегося разработкой онлайновых компьютерных ролевых игр, которое в тот момент было занято разработкой MMORPG EverQuest. Смидли нанял программистов Брэда МакКвейда и Стива Кловера (англ. Steve Clover), которые заинтересовали Смидли своей работой в однопользовательской ролевой игре Warwizard.
В апреле 1998 года путём слияния Sony Online Ventures с Sony Pictures Entertainment образовалось Sony Online Entertainment (SOE). Через несколько месяцев после этого Sony Interactive Studios America было переименовано в 989 Studios.
К концу 1998 года 989 Studios стали заниматься разработкой компьютерных игр для PlayStation. Подразделение, занимающееся разработкой компьютерных и онлайн игр, выделилось в отдельную студию, RedEye Interactive, вскоре переименованную в Verant Interactive.
EverQuest, запущенный 16 марта 1999 года под брендом Verant Interactive, быстро превзошёл скромные ожидания Sony и стал успешным. Количество подписчиков постоянно увеличивалось до середины 2001 года, когда рост замедлился. В 2004 году Sony сообщила о том, что число подписчиков достигло 450 000 человек.
В апреле 2000 года Verant пригласили бывших разработчиков Ultima Online Рафа Костера и Рича Фогеля (англ. Rich Vogel), открыв офис в Остине, штат Техас для разработки Star Wars Galaxies по заказу LucasArts. Sony Online Entertainment приобрела Verant в июне 2000 года и назначила Брэда МакКвейда её главным креативным директором. EverQuest: The Ruins of Kunark (март 2000) был первым в длинном списке дополнений к этой популярной MMORPG. В 2001 МакКвейд подал в отставку и обосновал компанию Sigil Games Online, в которой он со многими оригинальными разработчиками EverQuestа из SOE занялся разработкой Vanguard: Saga of Heroes, MMORPG, выпущенной в январе 2007 года.
Star Wars Galaxies, разработанную Sony Online Entertainment, LucasArts выпустила в 2003 году. Как и ожидалось, игра быстро приобрела популярность. По оценке Брюса Вудкока игра имела около 300 000 подписчиков в течение года в период своего расцвета. LucasArts выпустила три дополнения для Star Wars Galaxies: Jump to Lightspeed в октябре 2004 года, Rage of the Wookies в мае 2005 и Trials Of Obi-Wan в ноябре 2005 года.
В 2003 году компания выпустила на относительно молодой рынок ММО-игр MMOFPS PlanetSide и MMORPG для PlayStation 2 EverQuest Online Adventures. PlanetSide достаточно успешно стартовал, однако продукт не снискал широкой популярности. SOE выпустила два дополнения для PlanetSide: розничный продукт Core Combat и бесплатное дополнение Aftershock. EverQuest Online Adventures была не столь успешной, но породила дополнение EverQuest Online Adventures Frontiers, которое поддерживалось SOE до 2007 года.
Компания продолжила поддержку вселенной EverQuest в сиквеле EverQuest II, выпущенном 9 ноября 2004 года, события в котором происходили через несколько сотен лет после оригинала и который стал практически так же успешен, как оригинал. Так же, как и для EverQuest, SOE выпустила несколько дополнений для EverQuest II, начиная с The Bloodline Chronicles в марте 2005 года.
В ноябре 2005 года SOE внесла несколько изменений в Star Wars Galaxies, изменив многие из базовых игровых механик. Это огорчило игроков и критиков, что привело к уменьшению количества игроков примерно до 10 000 — относительно небольшому количеству для индустрии MMO-игр.

### Новейшая история
В январе 2005 Sony Online Entertainment анонсировала создание подразделения Station Publishing, нового лейбла для распространения проектов, созданных внешними разработчиками.
SOE выпустила несколько дополнений и спин-офф игр к EverQuest, включая Champions of Norrath (для PlayStation 2) и Lords of EverQuest (Windows). В феврале 2005 был опубликован сиквел к Champions of Norrath, названный Champions: Return to Arms.
В августе 2005 года SOE подписала партнёрское соглашение с Warner Bros. Entertainment, согласно которому Station Publishing приобрела права на The Matrix Online.
В апреле 2006 года Sony Online Entertainment, Inc. становится дочерней компанией Sony Pictures Digital и Sony Computer Entertainment America и переименовывается в Sony Online Entertainment LLC.
В мае 2006 года было анонсировано, что SOE станет соиздателем Vanguard: Saga of Heroes. Однако Sigil Games Online оставляет за собой все права на разработку, а роль SOE заключается лишь в маркетинге, распространении, технической поддержке и хостинге игровых серверов. SOE также анонсировала версию Field Commander, третью игру для системы PlayStation Portable.
В августе 2006 года SOE анонсировала приобретение разработчика Worlds Apart Productions и переименование этой студии в SOE-Denver. Студия выпустила онлайн-версию WizKids, стратегию по мотивам настольной игры Pirates Constructible Strategy Game.
17 ноября 2006 года SOE выпустила свою первую игру для PlayStation 3, Untold Legends: Dark Kingdom, в рамках стартовой компании PlayStation 3.
В январе 2007 года SOE объявила, что она лицензировала права Midway Home Entertainment на разработку и выпуск шести классических игр Midway для онлайн-дистрибуции на PlayStation 3, в том числе Mortal Kombat II, Gauntlet II, Joust, Rampage World Tour, Rampart, и Championship Sprint, которые стали доступны в PlayStation Store. Анонс вышел вскоре после того, как SOE выпустила свою вторую доступную для скачивания игру для PlayStation 3, GripShift.
30 января 2007 года Sony Online Entertainment и Sigil Games Online выпустили Vanguard: Saga of Heroes.
9 апреля 2007 года SOE анонсировала партнерство с Virgin Comics для создания MMO-версии популярной графической новеллы по мотивам индийской мифологии Ramayan 3392 A.D..
15 мая 2007 года Sony Online Entertainment объявила, что завершена сделка по покупке основных активов Sigil Games Online, в том числе Vanguard: Saga of Heroes.
11 июня 2007 года Sony Online Entertainment анонсировала, что в разработке находится The Agency: Covert Ops.
13 марта 2008 года компания объявила, что Sony Computer Entertainment будет осуществлять прямой контроль над SOE.
16 января 2009 года SOE присоединилась к Steam, продавая EverQuest, EverQuest II и Vanguard: Saga of Heroes. Также в этот день компания приобрела MMO пошаговую стратегию Pox Nora.
1 августа 2009 года SOE закрыла The Matrix Online после 4 лет эксплуатации. Для ностальгирующих игроков была разработана книга памяти, доступная для скачивания на официальном сайте игры.
8 августа 2010 года SOE объявила о начале разработки EverQuest Next. EverQuest Next (внутреннее кодовое название) будет новой визуализацией оригинального EverQuest. Действие будет происходить в параллельном Норрате, поэтому похожие события будут развиваться не так, как в оригинале. На сегодняшний день об EverQuest Next известно, что в ней будет меньше классов, чем в EverQuest II, и не будет архетипов персонажей. Графика будет масштабируемой и похожей на EverQuest II.
7 января 2011 года Sony Online Entertainment и Fastpoint Games объявили об альфа-тесте Facebook-игры Fortune League. Казуальная стратегия основана на мире игры EverQuest II. В Fortune League игрокам доступны квесты, ситуационные угрозы, действия других игроков на рынке, косметические обновления и призы, которые могут быть использованы в EverQuest II. Fortune League отражает в реальном времени такие данные как повреждения, смерти, исцеление непосредственно из MMO окружения и использует их для отражения показателей героев в игре. Таким образом, действия игроков в EverQuest II будут влиять на происходящее в Fortune League, а призы из Fortune League помогут пользователям в мире EverQuest II. Директор Fastpoint Games, Келли Пердью, позиционирует Fortune League как новую категорию игр, которые призваны помогать MMO-франшизам привлекать новых пользователей и выйти на новые источники дохода.
1 февраля 2011 года SOE опубликовала список игр для PlayStation Network, готовящихся к выпуску в течение 2011 года. В этот список вошли Acceleration of Suguri X Edition, Akimi Village, Plants vs. Zombies, Rochard, Sideway и Slam Bolt Scrappers.
31 марта 2011 года SOE подтвердила, что она уволила 205 сотрудников и закрыла три студии в Сиэтле, Денвере и Тусоне. В результате увольнений была отменена разработка The Agency.
27 апреля 2011 года Sony, родительская компания SOE, опубликовала заявление в отношении хакерских атак, происходивших с 17 по 19 апреля в сети PlayStation Network, а также потенциальной кражи персональных данных порядка 77 миллионов абонентов. Sony утверждала, что PlayStation Network и SOE размещены и работают в совершенно отдельных подсистемах и что вторжение в PlayStation Network не имело значительного воздействия на онлайн-сервисы SOE.
В декабре 2012 компания «Иннова» заявила о начале локализации в России шутера PlanetSide 2 от SOE. Игроков ожидали крупные сражения (до 3000 участников). Система ландшафтов стала более разнообразной, чем в первой части PlanetSide. Кроме того, в игре появились такие элементы, как бег на длинные дистанции, прицельные приспособления, регенерирующие щиты и др. Прошло закрытое бета-тестирование русской версии игры. В августе 2013 года планировалось проведение открытого бета-теста. Русскоязычная версия игры была закрыта 12 апреля 2016 года в 10:00 по московскому времени.
2 февраля 2015 Sony сообщила о продаже SOE инвестиционной фирме Columbus Nova за нераскрытую сумму. В тот же день SOE была переименована в Daybreak Game Company. После продажи Daybreak Game Company объявила о том, что теперь компания будет разрабатывать игры для большего количества платформ, таких как Xbox и мобильные платформы. 11 февраля стало известно, что некоторые из сотрудников в компании, включая менеджеров проектов и старших разработчиков, подверглись увольнениям. Позже в компании заявили, что увольнения были направлены на то, чтобы сделать компанию более прибыльной и то, что ни один проект компании не был затронут увольнениями. В компании отказались уточнять масштабы увольнений. 22 июля 2015 года стало известно об уходе сооснователя компании Джона Смидли с поста генерального директора, который он занимал с 1996 года. Как сообщили в компании его должность займёт бывший операционный директор Рассел Шанкс. 21 августа выяснилось, что Джон Смидли покинул Daybreak Game Company, чтобы основать собственную компанию. В октябре 2016 года Рассел Шанкс покинул компанию.
19 декабря 2016 года стало известно, что Daybreak Game Company станет новым издателем The Lord of the Rings Online и Dungeons & Dragons Online.
В 2019 году были запущены и закрыты сервера PlanetSide Arena в Steam. В октябре 2019 года студия анонсировала PlanetSide 3. В 2020 году PlanetSide 2 установила рекорд количества игроков, до 1283 участвующих одновременно в FPS битве.
В декабре 2020 года владельцем Daybreak Game Company стал холдинг Enad Global 7, купивший компанию за 300 млн долларов.
В 2022 году компания приобрела игру Magic: The Gathering Online, переход на серверы Daybreak Games завершился 18 октября 2022 года.
В июле 2024 года Daybreak Game Company приобрела компанию Singularity 6.

## Компрометацияклиентских учётных записей
2 мая 2011 года SOE полностью остановили свои онлайн-сервисы. За предыдущий месяц несколько вторжений в сеть PlayStation Network заставили разработчиков разместить сообщения об озабоченности, извинения, а также гарантии того, что SOE-серверы и системы не были скомпрометированы. В итоге сервисы были полностью остановлены с сообщением: 

Мы были вынуждены временно отключить SOE сервисы. В ходе нашего расследования вторжения в наши системы, мы обнаружили, что проблема требует от нас достаточного внимания и сервисы должны быть немедленно отключены. Мы предоставим обновление сегодня позже (в понедельник).Оригинальный текст (англ.)We have had to take the SOE service down temporarily. In the course of our investigation into the intrusion into our systems we have discovered an issue that warrants enough concern for us to take the service down effective immediately. We will provide an update later today (Monday).— http://maintenance.station.sony.com/
Было обнаружено, что 

Последняя атака была направлена на доступ к личной информации и затронула порядка 24 600 тысяч учётных записей. Такая информация включает имена, адреса, номера телефонов, адреса электронной почты, пол, дату рождения, Логин ID и хэшированные паролиОригинальный текст (англ.)the latest attack accessed personal information for a staggering 24.6 million accounts. Such info includes names, addresses, telephone numbers, email addresses, gender, date of birth, login ID, and hashed passwords— 

## Игры
| Название                                 | Дата релиза в США                                                                    | Платформа                                 | Примечания |
| ---------------------------------------- | ------------------------------------------------------------------------------------ | ----------------------------------------- | --- |
| H1Z1: King of the Kill                   | Ранний доступ 18 февраля 2016 года                                                   | PC                                        | Ранее известна как H1Z1, в феврале 2016 была разделена на два самостоятельных проекта.                                              |
| H1Z1: Just Survive                       | Ранний доступ 15 января 2015 года                                                    | PC                                        | Ранее известна как H1Z1, в феврале 2016 была разделена на два самостоятельных проекта.                                              |
| PlanetSide 2                             | Релиз в Европе состоялся 20 ноября 2012. ОБТ русской версии началась 23 августа 2013 | PC, PlayStation 4                         | Planetside Next — рабочее название проекта.                                                                                         |
| EverQuest Next                           | Отменена                                                                             | PC, PlayStation 4                         | EverQuest Next — рабочее название проекта.                                                                                          |
| Landmark                                 | 13 Май 2014                                                                          | PC, PlayStation 3                         | EverQuest Next Landmark — рабочее название проекта. Закрыта 21 февраля 2017 года.                                                   |
| Payday: The Heist                        | 4 октября 2011                                                                       | PC, PlayStation 3                         | Разработана совместно с Overkill Software.                                                                                          |
| Magic: The Gathering – Tactics           | 18 января 2011                                                                       | PC, PlayStation Home                      | |
| DC Universe Online                       | 11 января 2011                                                                       | PC, PlayStation 3, PlayStation 4,Xbox One | |
| Fortune League                           | 7 января 2011                                                                        | Facebook                                  | Разработана совместно с Fastpoint Games.                                                                                            |
| Star Wars: Clone Wars Adventures         | 15 сентября 2010                                                                     | PC                                        | |
| Peggle и Peggle Nights                   | 19 ноября 2009                                                                       | PlayStation Network                       | Портирование совместно с PopCap Games.                                                                                              |
| Free Realms                              | 28 апреля 2009 для PC                                                                | PC, PlayStation 3                         | Релиз для PS3 29 марта 2011. Закрыта 31 марта 2014.                                                                                 |
| Bejeweled 2                              | 29 января 2009                                                                       | PlayStation Network                       | Портирование совместно с PopCap Games.                                                                                              |
| Pirates of the Burning Sea               | 22 января 2008                                                                       | PC                                        | |
| Vanguard: Saga of Heroes                 | 30 января 2007                                                                       | PC                                        | Совместный релиз с Sigil Games. |
| Untold Legends: Dark Kingdom             | 19 ноября 2006                                                                       | PlayStation 3                             | |
| Cash Guns Chaos                          | 17 ноября 2006                                                                       | PlayStation Network                       | |
| Poxnora                                  | 1 августа 2006                                                                       | PC                                        | |
| Field Commander                          | 23 мая 2006                                                                          | PSP                                       | |
| Untold Legends: The Warrior's Code       | 28 марта 2006                                                                        | PSP                                       | |
| The Matrix Online                        | 9 августа 2005                                                                       | PC                                        | Warner Bros. и Sega официально опубликовали The Matrix Online в США 22 марта 2005. Игровые сервера были выключены в июле 2009 года. |
| Untold Legends: Brotherhood of the Blade | 22 марта 2005                                                                        | PSP                                       | |
| Champions: Return to Arms                | 7 февраля 2005                                                                       | PlayStation 2                             | |
| EverQuest II                             | 8 ноября 2004                                                                        | PC                                        | |
| Champions of Norrath                     | 10 февраля 2004                                                                      | PlayStation 2                             | |
| Lords of EverQuest                       | 12 декабря 2003                                                                      | PC                                        | Разработана Rapid Eye Entertainment.                                                                                                |
| Zuma                                     | 12 декабря 2003                                                                      | PlayStation Network                       | Разработана совместно с PopCap Games Frameworks.                                                                                    |
| Star Chamber: The Harbinger Saga         | ноябрь 2003                                                                          | PC                                        | |
| EverQuest Online Adventures: Frontiers   | 17 ноября 2003                                                                       | PlayStation 2                             | |
| Star Wars Galaxies                       | 26 июня 2003                                                                         | PC                                        | Опубликована LucasArts. Закрыта в декабре 2011 по требованию лицензии LucasArts.                                                    |
| PlanetSide                               | 20 мая 2003                                                                          | PC                                        | |
| EverQuest Online Adventures              | 11 февраля 2003                                                                      | PlayStation 2                             | |
| Cosmic Rift                              | 17 апреля 2001                                                                       | PC                                        | |
| Infantry                                 | октябрь 1999                                                                         | PC                                        | |
| EverQuest                                | 16 апреля 1999                                                                       | PC                                        | |
| Tanarus                                  | 30 ноября 1997                                                                       | PC                                        | |
| The Agency                               | Отменена                                                                             | PC, PlayStation 3                         | |

## Дополнения
- Дополнения EverQuest:
  - The Ruins of Kunark[англ.] (март 2000)
  - The Scars of Velious[англ.] (декабрь 2000)
  - The Shadows of Luclin[англ.] (декабрь 2001)
  - The Planes of Power[англ.] (октябрь 2002)
  - The Legacy of Ykesha[англ.] (февраль 2003)
  - Lost Dungeons of Norrath[англ.] (сентябрь 2003)
  - Gates of Discord[англ.] (февраль 2004)
  - Omens of War[англ.] (сентябрь 2004)
  - Dragons of Norrath[англ.] (февраль 2005)
  - Depths of Darkhollow[англ.] (сентябрь 2005)
  - Prophecy of Ro[англ.] (февраль 2006)
  - The Serpent's Spine[англ.] (сентябрь 2006)
  - The Buried Sea[англ.] (февраль 2007)
  - Secrets of Faydwer[англ.] (ноябрь 2007)
  - Seeds of Destruction[англ.] (октябрь 2008)
  - Underfoot[англ.] (декабрь 2009)
  - House of Thule[англ.] (октябрь 2010)
  - Veil of Alaris[англ.] (ноябрь 2011)
  - Rain of Fear[англ.] (ноябрь 2012)
  - Call of the Forsaken[англ.] (октябрь 2013)
  - The Darkened Sea[англ.] (октябрь 2014)
  - The Broken Mirror[англ.] (ноябрь 2015)
  - Empires of Kunark[англ.] (ноябрь 2016)
- Дополнения EverQuest II:
  - The Bloodline Chronicles[англ.] (март 2005)
  - The Splitpaw Saga[англ.] (июнь 2005)
  - Desert of Flames[англ.] (сентябрь 2005)
  - Kingdom of Sky[англ.] (февраль 2006)
  - The Fallen Dynasty[англ.] (июнь 2006)
  - Echoes of Faydwer[англ.] (ноябрь 2006)
  - Rise of Kunark[англ.] (ноябрь 2007)
  - The Shadow Odyssey[англ.] (ноябрь 2008)
  - Sentinel's Fate[англ.] (февраль 2010)
  - Destiny of Velious[англ.] (февраль 2011)
  - Age of Discovery[англ.] (декабрь 2011)
  - Chains of Eternity[англ.] (ноябрь 2012)
  - Tears of Veeshan[англ.] (ноябрь 2013)
  - Altar of Malice[англ.] (ноябрь 2014)
  - Terrors of Thalumbra[англ.] (ноябрь 2015)
  - Kunark Ascending[англ.] (ноябрь 2016)
- Дополнения EverQuest Online Adventures[англ.]:
  - Frontiers[англ.] (ноябрь 2003)
  - Underfoot[англ.] (проект отменен в ноябре 2003)
- Дополнения PlanetSide:
  - Core Combat (октябрь 2003)
  - Aftershock (октябрь 2004)
- Дополнения Star Wars Galaxies:
  - Jump to Lightspeed (октябрь 2004)
  - Rage of the Wookiees (май 2005)
  - Trials of Obi-Wan (ноябрь 2005)

## Station.com
Принадлежащий Sony Online Entertainment, Station.com, — портал для компьютерных игр. Игроки могут получить доступ и скачать такие игры как EverQuest, EverQuest II, Star Wars Galaxies, The Matrix Online и PlanetSide. Station.com также предоставляет предварительный просмотр новых игр для Sony PlayStation 2, PlayStation 3 и PSP.